# 卡斯特拉

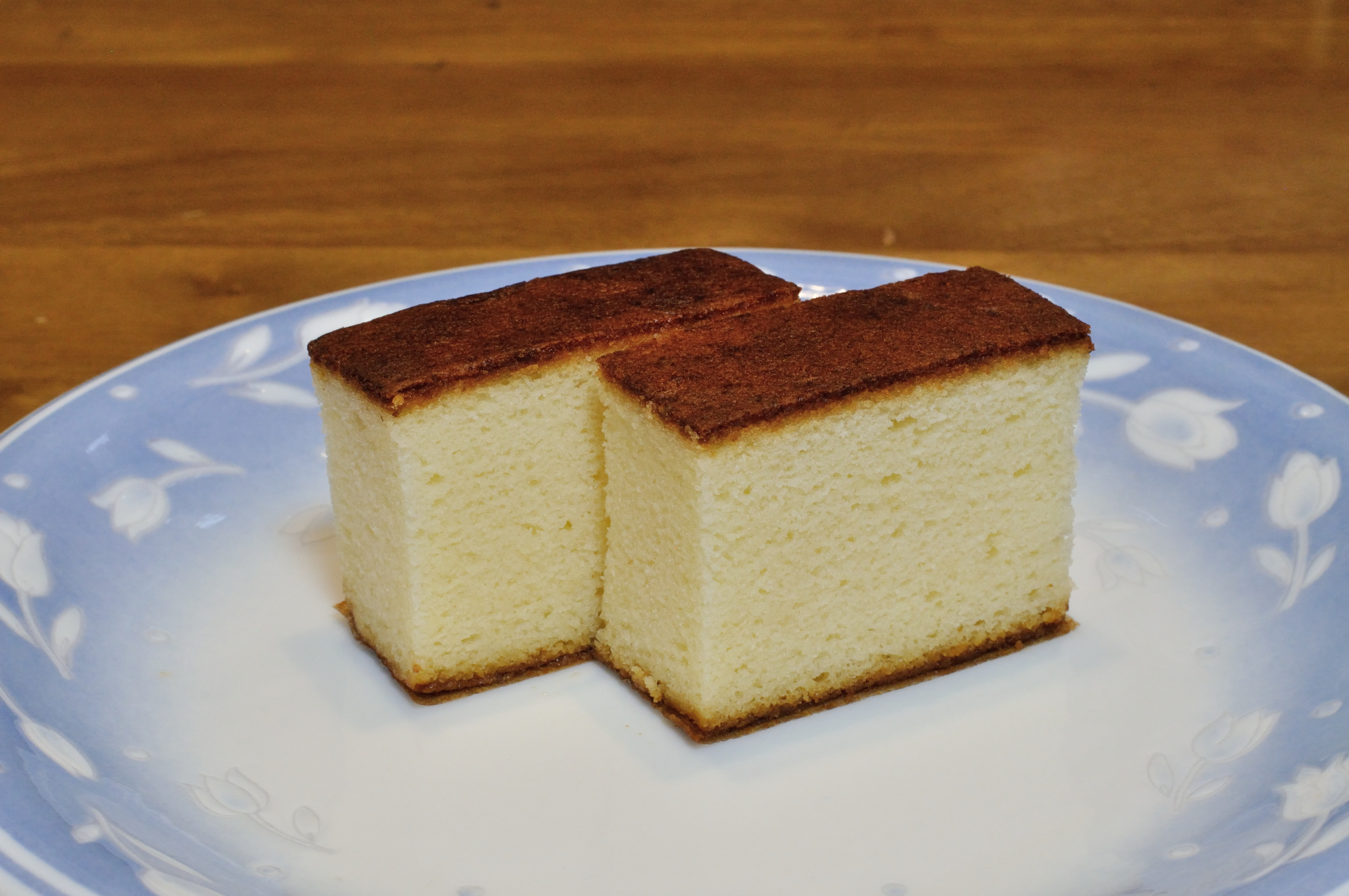
長崎產的卡斯特拉

卡斯特拉（日語：カステラ、Castella），又譯作長崎蛋糕、是一種自16世紀開始在日本長崎發展起來的蛋糕，這種蛋糕的原型來自葡萄牙和西班牙的卡斯蒂亞王國，通常為一長方體的蛋糕，呈淡黃色，上有一層約0.2公分厚的棕色餅皮，食用時會把原本的長方體再橫切為數個小立方體，口感類似粗糙但厚實的海綿蛋糕。
卡斯特拉最初從葡西兩國傳至日本時，原料有雞蛋、牛奶、黃油、小麥粉及白砂糖；後來經過日本人的本土化改造，在原材料上用日本本土的水飴與大量蛋液來提升濕潤度與彈性，並與西方的白砂糖搭配使用，而且完全不使用牛奶和黃油，這也讓他在口感上與歐式蛋糕有所區別。現代的日本還會加入鮮奶油、奶油霜、香草和黑糖，而現今正統的卡斯提拉依舊是用烤的，長崎、福砂屋、文明堂等百年老舖，大多都使用烤箱或炭火爐烘烤，早期為了讓蛋糕體受熱均勻、防止烤焦，以及吸收部分水分，會使用木框盛裝麵糊放入烤箱中烤。卡斯提拉經歷了「本土化」後，成為了和菓子分類中的一個分支，但製法上仍屬於烘培類蛋糕（焼き菓子），本質上還是與蒸製的日式甜饅頭差異很大。

## 歷史
卡斯特拉的由來諸說紛紜，其中一個最廣為人知的說法是說此種糕點由葡萄牙的傳教士把當地一種類似海綿蛋糕的家常蛋糕帶到日本長崎，稱其為「來自西班牙卡斯蒂利亚王國的蛋糕」（pão de Castela），由於口味甚佳而廣受好評，長崎人因此模仿製作，並逐漸發展成為長崎的特色和風銘菓。過去日本曾有家主貞良、加壽天以羅、加須底羅、賀須底羅、粕底羅、糟底羅、卵糖等等表記寫法，但今已非常罕見。
卡斯特拉傳入日本的時間分為長崎代官村山等安將卡斯特拉呈送給豐臣秀吉和江戶時代於出島的種種傳說，但真正興盛是明治文明開化時期，知名卡斯特拉店鋪如文明堂等店即在此時創業。進入大正時期卡斯特拉開始出現在諸如西條八十、北原白秋、芥川龍之介、幸田露伴等作家的文學作品中。作為葡式海綿蛋糕的日本本地化發展，當時原料不僅僅有日本的水飴，甚至還可能加入蝦米或扇貝等海鮮。明治時期，日本即有西伯利亞式的紅豆羊羹卡斯特拉，2013年因宮崎駿電影《風起》再次帶動風潮。

## 台灣發展
台灣的卡斯特拉於日治時期傳入，並在地化發展為台灣獨有的點心，主要有古早味蛋糕、蜂蜜蛋糕、岩燒蛋糕三種類型。

### 古早味蛋糕
古早味蛋糕又稱現烤蛋糕，在日本與韓國被稱為台灣風卡斯特拉，為最接近日本原版的卡斯特拉蛋糕，但質地較為蓬鬆，烤的同時在四周要加一盤水，利用水蒸氣讓蛋糕盡量膨脹，口感介於海綿蛋糕和舒芙蕾之間，有枕頭型和圓型兩種。古早味蛋糕逆向輸出至日本、也曾在韓國蔚為風潮。
韓國的古早味蛋糕風潮終於韓國節目《美食街X檔案》（먹거리 X파일）的報導：其宣稱在韓國的古早味蛋糕廠商「大王卡斯特拉」（대왕 카스테라）在製作過程中添加過量食用油。該報導隨後引發大規模抵制潮、令古早味蛋糕店舖大規模倒閉。已倒閉的大王卡斯特拉店舖，也出現在《寄生上流》中。事後，首爾大學食品商務學系教授文正勳（문정훈）與黃橋益（황교익）指責節目批判食用油的手法，是誤導消費者。

### 蜂蜜蛋糕
台灣的蜂蜜蛋糕將日本原版的卡斯特拉質地加厚，並且在麵糊中加入大量蜂蜜、煉乳、香草香精提味，進而創造出了充滿濃郁的蜂蜜香氣的卡斯特拉蛋糕，形狀為標準的方形，擁有日本所沒有的輕盈口感。
在台灣，因為日式的卡斯特拉在剛蒸完時會散發出蜂蜜的香氣，導致眾多商家誤以為是使用了蜂蜜，蜂蜜蛋糕故此得名，如今台灣的卡斯特拉蛋糕的種類也已經和日本大不相同，會根據需要加入蜂蜜、起司、卡仕達醬、抹茶、巧克力、黑芝麻或者花生醬作為多樣化口味補充。
1960年代末，台中開設坂神本舖長崎蛋糕，為無添加蜂蜜的傳統卡斯特拉，是台中著名伴手禮。
1968年，葉永青（1971年另立「南蠻堂」）與日本「長崎本舖」合作將長崎蛋糕引進台灣，於台北新公園成立分公司。
1975年黃和仁於臺北市中山北路復興橋下成立「一之鄉」，以台灣龍眼蜜為基底，硏發本土口味的蜂蜜蛋糕，其商標YENOH即為日語的一之，反寫則為HONEY（蜂蜜），英文招牌定為 HONEY Castella。並非消費者或店家將卡斯特拉誤傳為長崎蛋糕與蜂蜜蛋糕，長崎蛋糕與蜂蜜蛋糕長期並存於臺灣社會。
1980年，九如實業林隆士與新光集團吳如英夫婦成立「金格食品」承接長崎本舖的台灣業務。

### 岩燒蛋糕
岩燒蛋糕與巴斯克蛋糕更加接近，加入大量乳酪，上有被稍融化的焦糖結構，呈現圓形，當中甚至可以開洞來放入布丁或生奶油的古早味蛋糕，通常賣得比古早味蛋糕和蜂蜜蛋糕更貴一點，亦是台灣人自創。

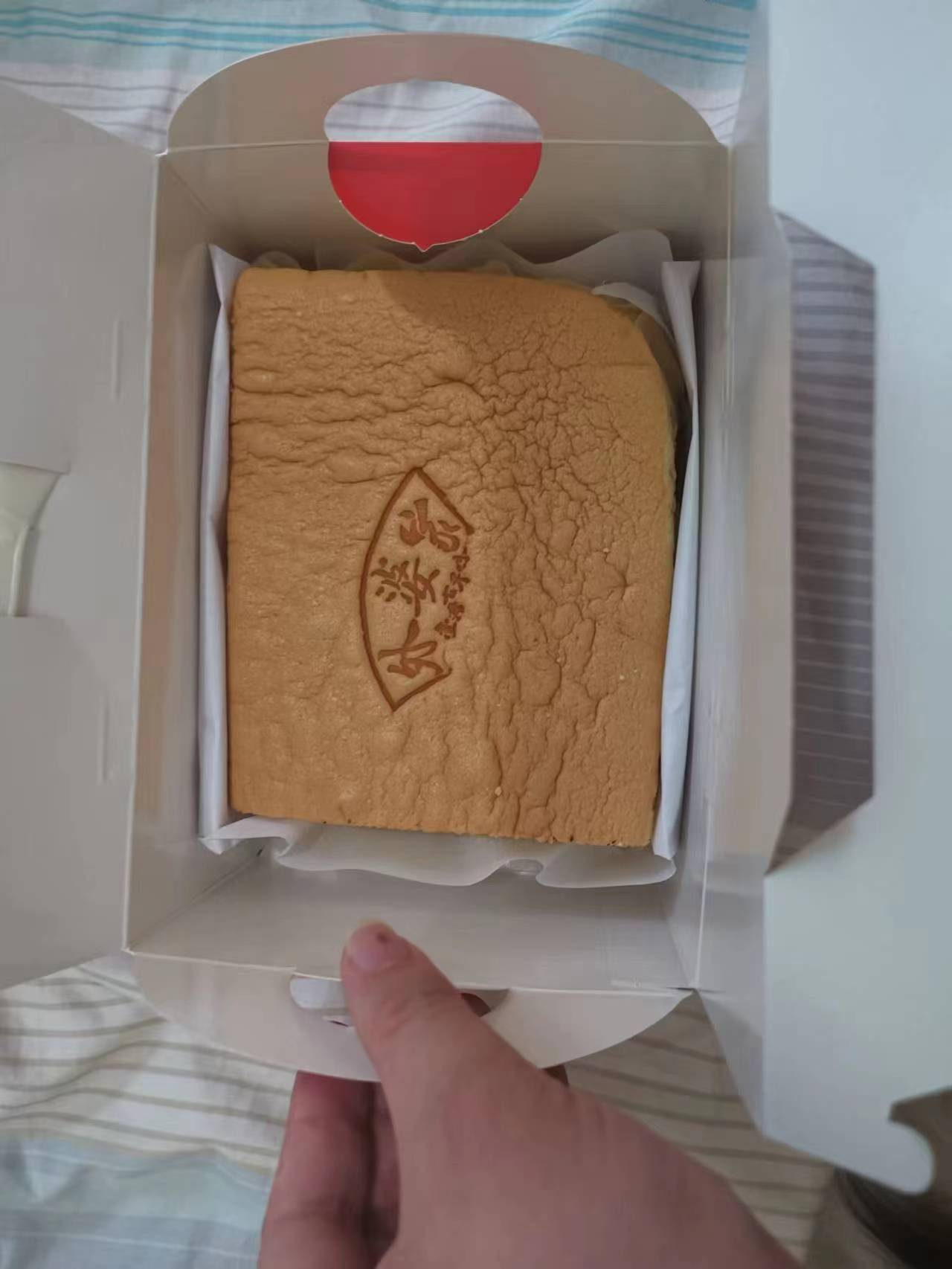
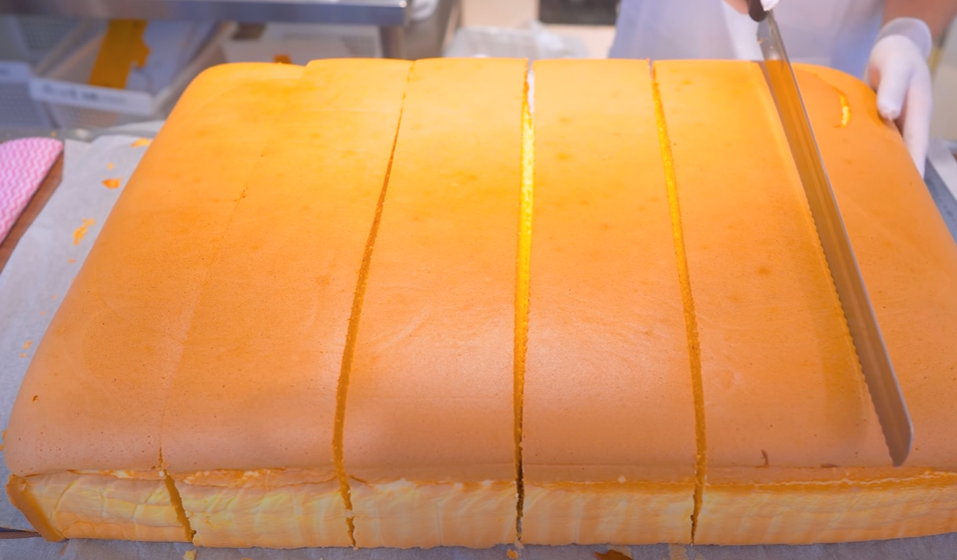
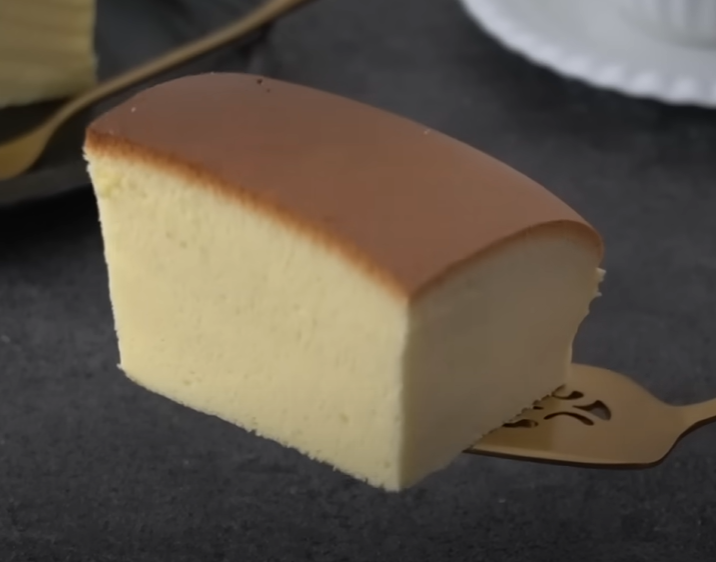
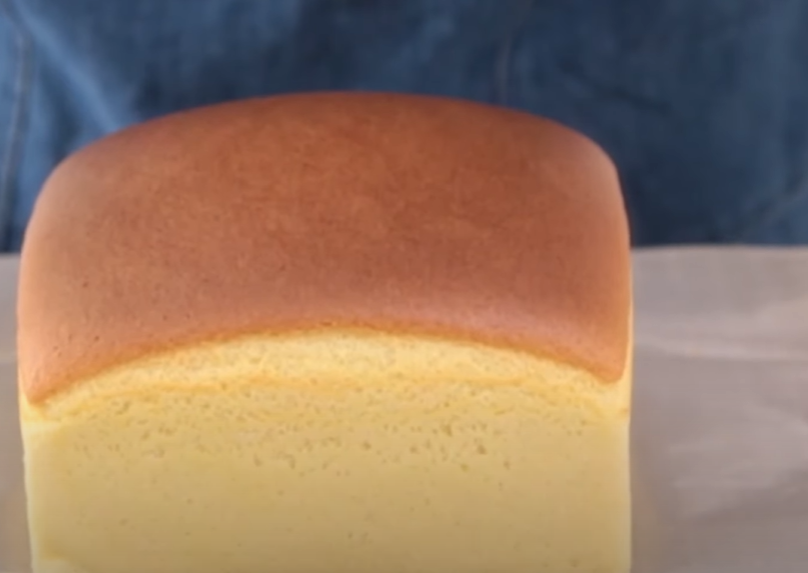
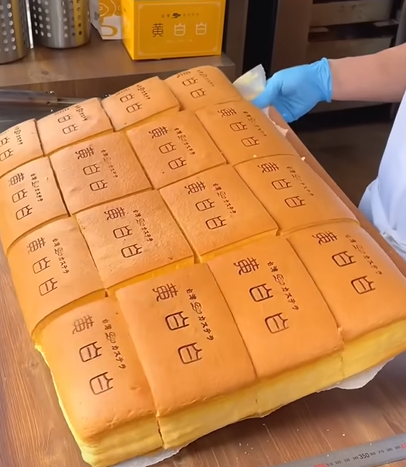

## 其他地區

### 菲律賓
在菲律賓邦板牙省的傳統甜點蛋糕叫做taisan，味道、形狀、做法和日本的卡斯特拉蛋糕如出一轍。

### 韓國
在韓國，台灣蜂蜜蛋糕曾短暫成為流行美食，但由於蛋糕店過多導致市場飽和，以及蛋糕疑似使用過量食用油的指控，其人氣迅速下滑。2019年電影《寄生上流》（Parasite）曾短暫提及這股熱潮，並將其作為金家財務困境的起因。

## 著名廠商
- 法蘭騎士熟成蜜蛋糕
- 異人堂
- 文明堂
- 福砂屋
- 松翁軒
- 長崎堂
- 一六本舗
- 匠寬堂
- 南蠻堂
- 巴堂
- （畑田本舖）